# Hospital Pedro Hispano

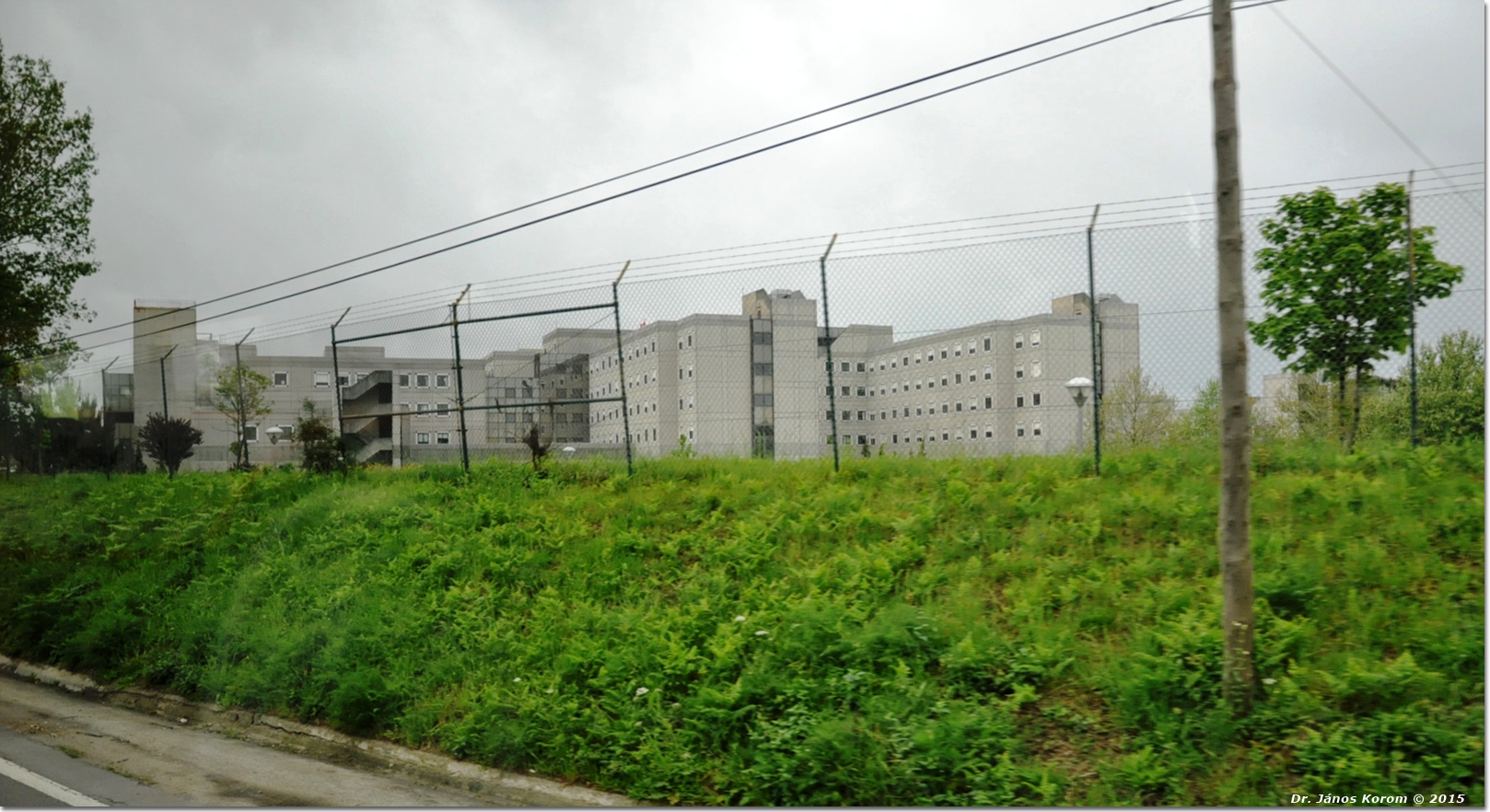
Hospital Pedro Hispano visto da A28

O Hospital Pedro Hispano é um hospital público do Serviço Nacional de Saúde situado em Matosinhos, Portugal. Faz parte da Unidade Local de Saúde de Matosinhos. Foi inaugurado em 20 de março de 1997 e dispõe de 381 camas.